# The Golden Beam
The Golden Beam es un pub y un edificio catalogado de grado II ubicado en la zona de Headingley de Leeds, West Yorkshire (Reino Unido). Fue construido en c. 1912 para la Iglesia de Cristo, científico, y fue conocido como el Centro Elinor Lupton de 1986 a 2010 cuando era un centro de artes de la escuela. Fue diseñado por Piet de Jong y William Peel Schofield del estudio de arquitectura Schofield and Berry. Construido en piedra Portland blanca en un estilo mixto de neoegipcio y art déco, fue construido originalmente como escuela dominical en c. 1912–1914, ampliado en la década de 1930 con un edificio de iglesia y luego utilizado por la Leeds Girls 'High School como centro de teatro y música desde 1986 hasta 2010. La estructura tiene importancia arquitectónica en la localidad debido a su estilo distintivo y uso de materiales; sobreviven muchas características y accesorios originales, incluido el vestíbulo de entrada, dos escaleras y una linterna acristalada en el techo del auditorio.
El edificio estuvo desocupado entre 2010 y 2021, con ventanas y puertas tapiadas y elevaciones desfiguradas por grafitis. El edificio fue incluido en el Registro de Patrimonio en Riesgo de 2018 por Leeds Civic Trust, donde se le otorgó el estado de "vulnerable". El propietario actual, JD Wetherspoon, presentó propuestas para la conversión en un pub y un hotel que eran controvertidas a nivel local, y el proyecto se enfrentaba a una investigación de planificación y dificultades de licencia. El Ayuntamiento otorgó permiso de planificación y una licencia de alcohol en 2020, y el edificio se convirtió en un gran pub, llamado The Golden Beam por una pintura de Atkinson Grimshaw, que se inauguró en junio de 2021.

## Arquitectura y diseño
La distinción y el significado del edificio, diseñado inicialmente como una iglesia, se deriva de su estilo arquitectónico mixto, que tiene elementos extraídos de los tres géneros del Renacimiento egipcio, el griego clásico y el art déco. Las influencias egipcias, un estilo que no se encuentra en ningún otro lugar en Leeds que no sea Temple Works (1836) en Holbeck, incluyen los capiteles a base de papiro que rematan sus pilastras y las tres entradas con arquitrabes de piedra moldeada con ánforas arriba. Varios frontones comprenden la parte más clásica del diseño; un patrón de llave griega adorna los pilares decorativos de la puerta: piedra de Portland con paredes de piedra arenisca vestidas, mientras que un motivo de disco es prominente en cada una de las elevaciones principales. Las características art déco se encuentran principalmente en el interior, particularmente en el vestíbulo y el auditorio. El pavimento al frente crea un efecto de plaza amplia, complementado por el alejamiento de la propiedad de la carretera principal; abrir la propiedad en un área que es característicamente estrecha. Sobreviven muchas características y accesorios originales, incluido el vestíbulo de entrada, dos escaleras y una linterna acristalada en el techo del auditorio. La sala, el antiguo espacio de la iglesia, tiene capacidad para 650 personas, con un escenario y los restos de un órgano en un extremo.
El edificio consta de dos plantas, más un sótano, todo revestido en piedra de Portland. Headingley, un pueblo que se convirtió en un suburbio próspero después de la Revolución Industrial, usó predominantemente el grano de piedra de molino local para sus villas victorianas y ladrillo rojo para las viviendas de los trabajadores en terrazas, como sus materiales arquitectónicos. Por lo tanto, el exterior de piedra de Portland de 1912 no tenía precedentes no solo en Headingley, sino también en el centro de la ciudad de Leeds, aparte de las contemporáneas Pearl Chambers en The Headrow (1911). En el momento de la ampliación del Centro Elinor Lupton en la década de 1930, el material se había puesto de moda para edificios importantes de la ciudad, por ejemplo, el Civic Hall (1933) y el Queens Hotel (1937).

## Historia
El sitio, ubicado en la esquina de Headingley Lane y Richmond Road, originalmente formaba parte de los terrenos de la vecina Buckingham House, que contenía algunas pequeñas dependencias. La Iglesia de Cristo Científico, un movimiento fundado en 1879 en Boston, Estados Unidos, comenzó el proceso de apertura de su primer sitio en Leeds alrededor de 1912 al establecer un concurso para el diseño de una iglesia y una escuela dominical. Lo ganó la firma de arquitectos Schofield y Berry de Leeds. William Peel Schofield fue un arquitecto local que se graduó en 1906 después de haber asistido a la Escuela de Arte de Leeds y haber sido asistente en dos prácticas de arquitectos de Leeds. La iglesia fue el único edificio en Inglaterra diseñado por el empleado de la firma, Piet de Jong, más tarde conocido internacionalmente como artista arqueológico.
Durante 1912-1914, se construyó la escuela dominical prevista, la parte occidental más pequeña del edificio actual, pero la construcción de la iglesia principal se retrasó por la Primera Guerra Mundial y la consiguiente escasez de mano de obra. Los servicios de la iglesia se llevaron a cabo temporalmente en el salón de actos de 250 asientos de la nueva escuela dominical durante el retraso; la escuela dominical real usó aulas en el primer piso. La descripción de la lista Historic England] registra incorrectamente que la iglesia principal se construyó primero y que la parte occidental fue una extensión posterior; Ocurre justo lo contrario .</ref>
En 1923 se reanudó la construcción y en octubre de 1934 la iglesia se completó con el mismo estilo que el edificio de 1912; fue consagrada el 12 de mayo de 1935. Se supone que la ampliación es de William Peel Schofield, el mismo arquitecto que supervisó la primera parte, aunque presumiblemente con diseños realizados antes de su muerte en 1926. El costo total fue de más de 38 000 libras esterlinas.
En 1976, el edificio recibió una clasificación de grado II por parte de Historic England] como edificio de especial interés arquitectónico o histórico. En 1986, después de cincuenta años en pleno uso como iglesia, la Primera Iglesia de Cristo, el científico experimentó una disminución en el número de congregaciones y vendió el edificio por 230 000 libras a Leeds Girls 'High School, cuyo sitio principal estaba muy cerca. por en Headingley. La escuela y la iglesia compartieron el edificio hasta 1992 cuando la Primera Iglesia de Cristo, Científica se mudó a una propiedad más pequeña en Otley Road, Headingley. LGHS usó el edificio hasta 2010 como teatro y centro de música, y lo nombró en honor a Elinor Lupton (1886-1979), ex alcaldesa de Leeds y miembro de la acaudalada familia Lupton de Newton Park Estate, propietaria de tierras, que había alcanzado prominencia en el siglo XVII como comerciantes de telas de lana. Elinor Lupton fue gobernadora de una escuela durante 54 años y la Grammar School at Leeds (la sucesora de LGHS) le atribuye la financiación de la compra del centro, a través de un legado, ya que había fallecido siete años antes.
El sitio fue cerrado por LGHS en 2010 ya que se había fusionado con Leeds Grammar School para formar la Grammar School en Leeds y estaba trasladando a todos los estudiantes a un nuevo campus especialmente diseñado en Alwoodley.

### Historia reciente
El edificio estuvo desocupado desde 2010 hasta 2020 y fue tapiada y con muchos grafitis. El Elinor Lupton Center se comercializó para la venta en 2011, pero con el diseño inusual del edificio y el alto costo de renovación, esto no tuvo éxito a pesar de varios años en el mercado abierto. Varias partes interesadas consideraron el sitio para usos, incluidos apartamentos, un lugar para bodas, un gimnasio, un lugar de culto, una galería de arte, un lugar en vivo y un centro comunitario. CITU (un desarrollador) recibió ofertas condicionales para un lugar de ocio de usos múltiples, aql para un centro de datos y David Lynn tenía la intención de arrendar a The Gym Group, pero finalmente todas fracasaron. Las organizaciones comunitarias como Headingley Development Trust y Leeds Music Hub también participaron en discusiones sin hacer una oferta formal.
En 2014, JD Wetherspoon, una empresa de pubs británica con la reputación de convertir edificios problemáticos en instalaciones de pub / restaurante, realizó un acercamiento y una compra. Si bien se obtuvo el permiso de planificación para el cambio de uso de la propiedad a una casa pública en apelación en 2016, los intentos de la compañía de obtener una licencia de local para el sitio no tuvieron éxito; En 2017, un juez del Tribunal de Magistrados de Leeds confirmó la decisión del Ayuntamiento de Leeds de rechazar una licencia de alcohol, citando "contradicciones fundamentales" en el corazón de la solicitud de la empresa, como la sugerencia de que el establecimiento se concentraría en servir comida y al mismo tiempo declarar que ofrecería ofertas de "tres por cinco libras esterlinas" en tiros. Wetherspoon posteriormente decidió postularse para operar el edificio como un hotel de 52 habitaciones, pero con extensiones para permitir más habitaciones con fines de viabilidad, especialmente porque el Elinor Lupton Center requiere una remodelación y restauración significativas. Declaró que "Esperamos que una inversión de aproximadamente 5 a 6 millones de libras en Leeds sea bienvenida, ya que generará 100 nuevos puestos de trabajo y proporcionará instalaciones hoteleras de primera clase para esta parte de la ciudad, cerca del famoso cricket y rugby de Headingley. suelo."
Cada plan de pub y hotel propuesto ha encontrado oposición vocal durante el proceso de planificación por parte de los residentes y grupos locales, generalmente por motivos de creación de ruido y disturbios, sobreabastecimiento de pubs en Headingley (muchas partes de Otley Run) y congestión de estacionamiento. La solicitud del hotel fue retirada por Wetherspoon en octubre de 2019, mientras que el permiso para el uso de la casa pública de 2016 fue renovado en noviembre de 2019 por el Ayuntamiento de Leeds. Se otorgó una licencia de alcohol en febrero de 2020, con la condición de que el pub no permita la entrada a personas que tenga motivos para creer que participan en Otley Run, eliminando la única barrera para el inicio de los trabajos de remodelación.
La conversión en un pub se completó en junio de 2021, con el nuevo pub llamado The Golden Beam después de la pintura A Golden Beam del artista John Atkinson Grimshaw, que vivía cerca de Cliff Road, cerca de Woodhouse Ridge, que se vendió en Christie's por 223 750 libras en 2001. Ha conservado el auditorio original como su área principal de bar en la planta baja. Dos pisos de áreas para comer y beber de alrededor de 743 m², así como grandes terrazas exteriores y 75 puestos de trabajo asociados. La fachada del órgano de la iglesia existente se reutilizó como una chimenea característica.

## Galería

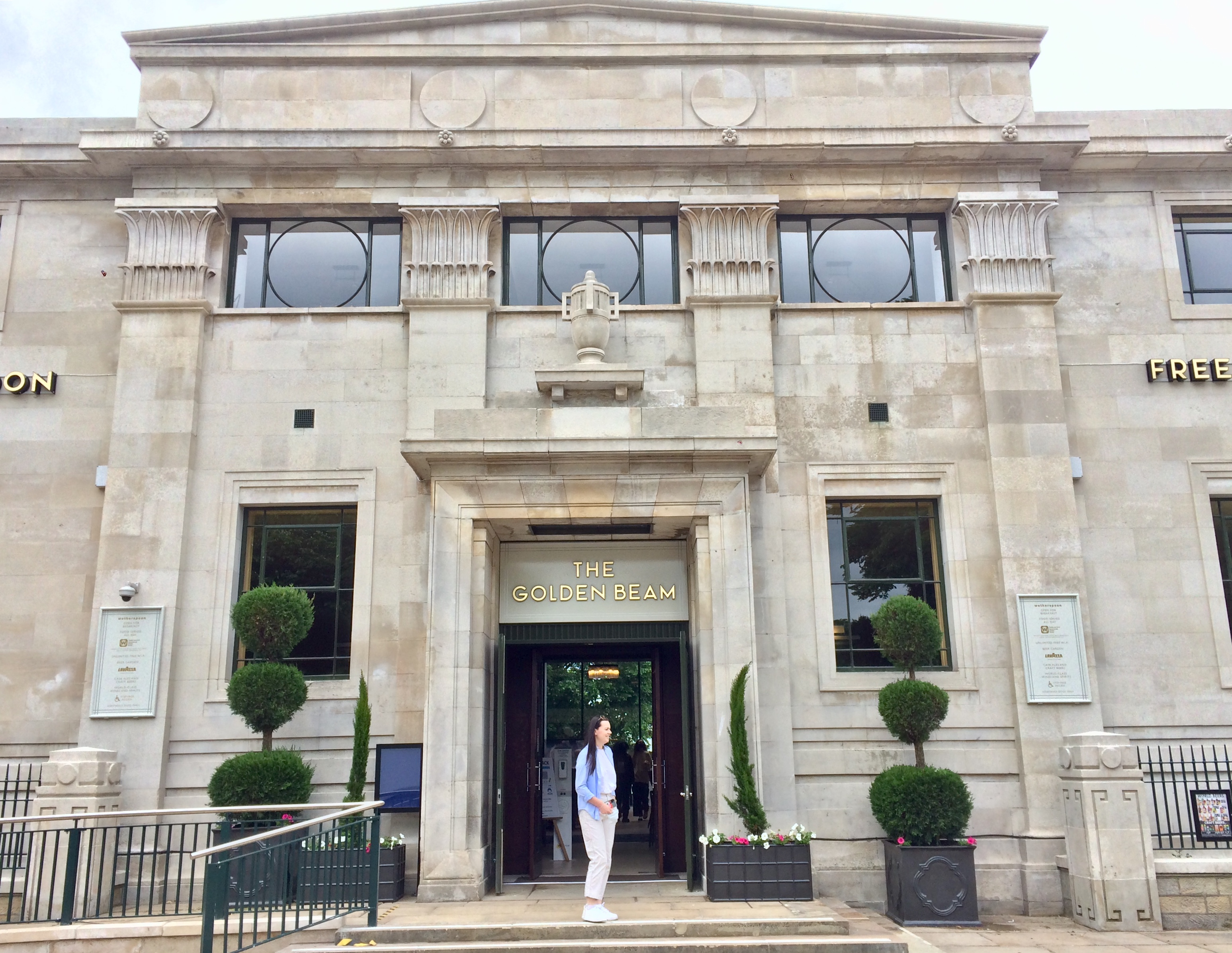
Fachada principal, incluidas pilastras y entrada principal con arquitrabe
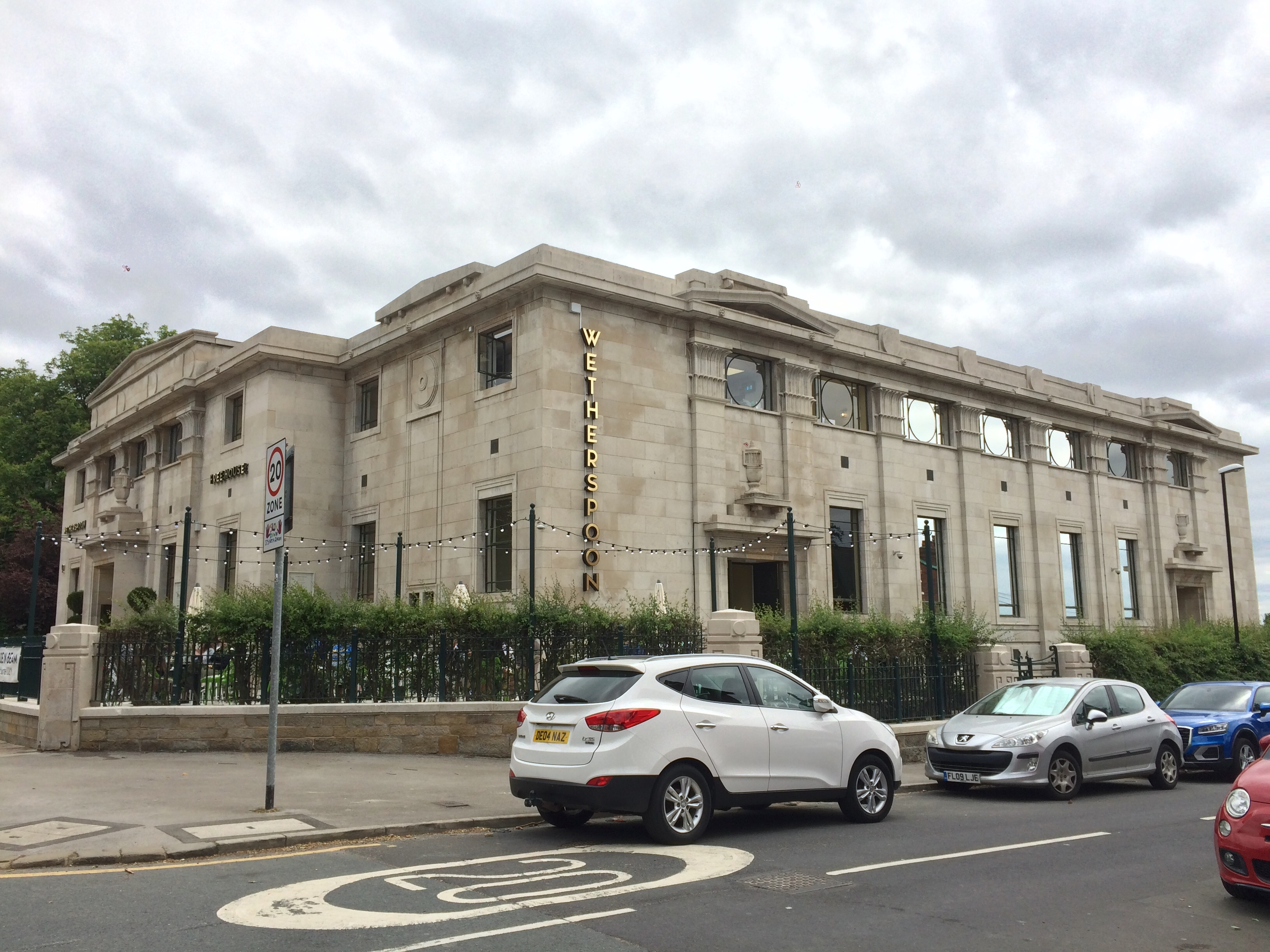
La sección de 1912 del edificio, frente a Richmond Road
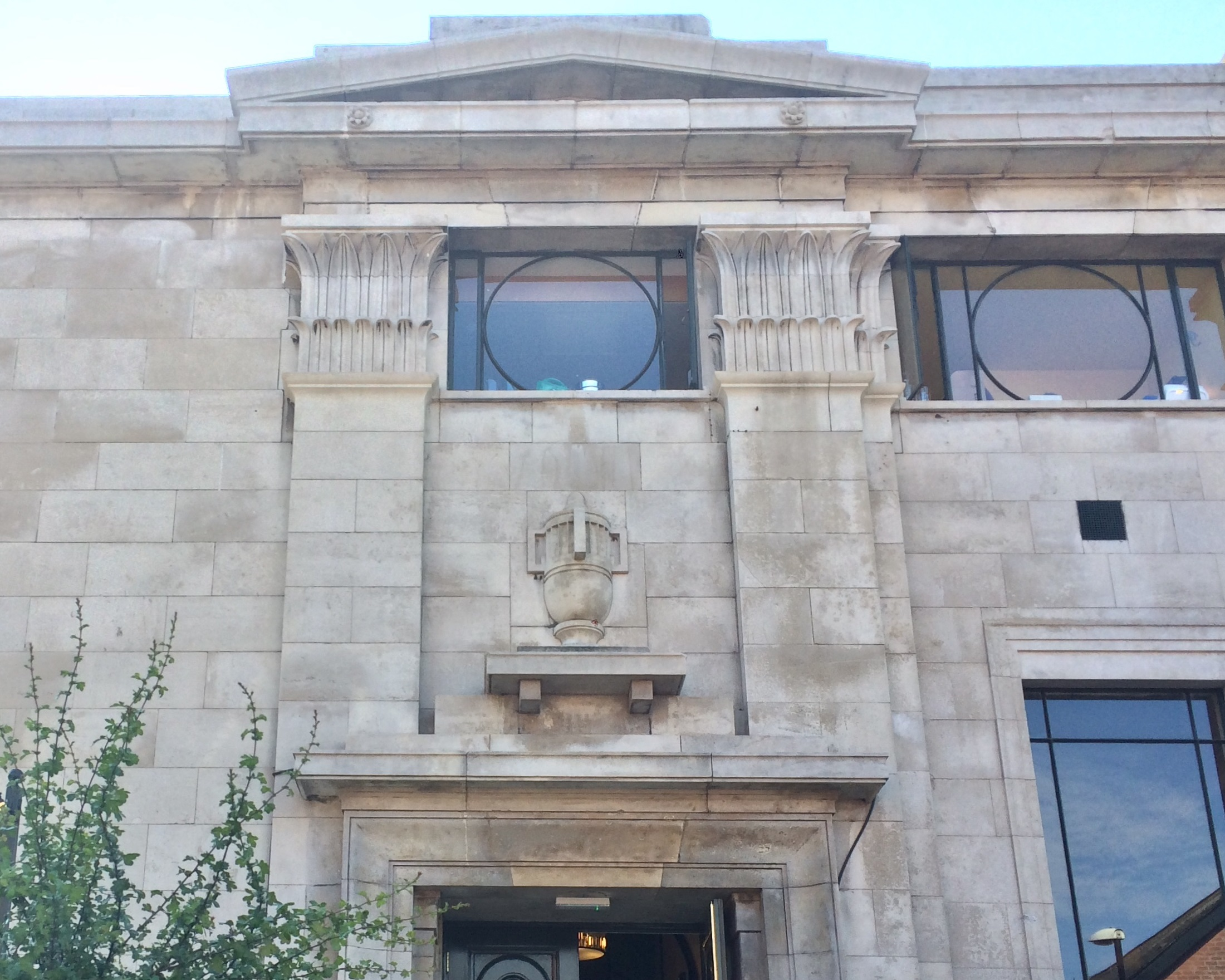
Detalle arquitectónico sobre la entrada lateral, incluidos capiteles tallados y ánforas
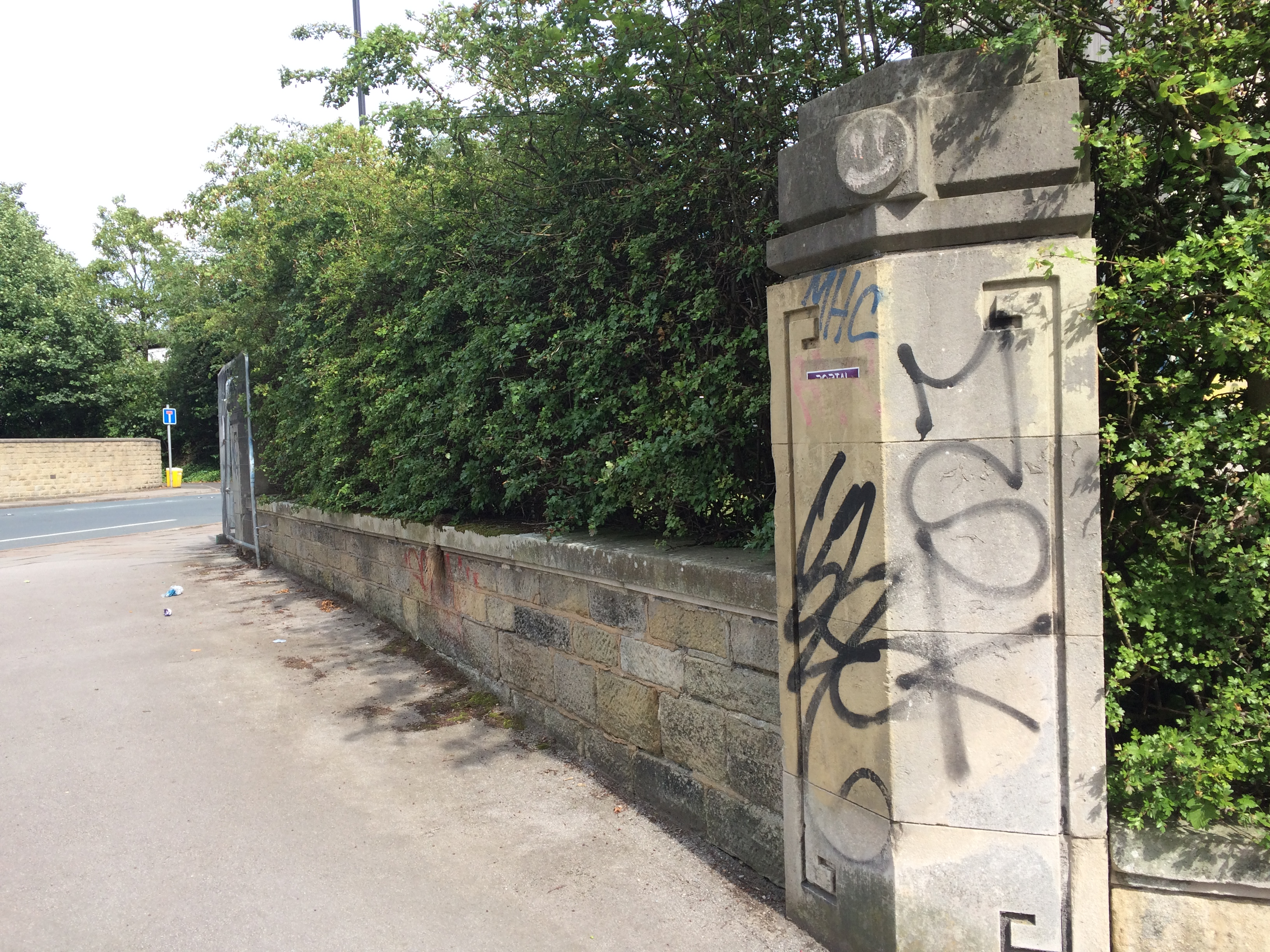
Muro fronterizo y muelle de la puerta con motivos griegos